# 劉休茂
劉 休茂（りゅう きゅうも、元嘉22年（445年）- 大明5年4月20日（461年5月15日））は、南朝宋の皇族。海陵王。文帝劉義隆の十四男。

## 経歴
文帝と蔡美人のあいだの子として生まれた。孝建2年（455年）7月、海陵王に封じられた。大明2年（458年）4月、使持節・都督雍梁南北秦四州郢州之竟陵隨二郡諸軍事・北中郎将・寧蛮校尉・雍州刺史に任じられた。左将軍の号を受けた。休茂は性急な性格で、軍府を専断したいと望んでいたが、司馬の庾深之に掣肘を受けて不満を持っていた。大明5年（461年）4月、張伯超の使嗾を受けて、庾深之や楊慶・戴双らを殺害し、車騎大将軍・開府儀同三司を自称して、反乱を起こした。侍読博士の荀銑は軽挙を諫めたため、殺害された。張伯超は軍政を専断しようとして、自分を害することになった。休茂の側近の曹万期は身を挺して乱を止めようとして、斬りつけられて傷を負って逃れ、殺された。休茂が襄陽城を出て野外の陣営に赴いたところ、諮議参軍の沈暢之らが城の門を閉ざして休茂の再入城をはばんだ。義成郡太守の薛継考が休茂のために城を攻めると、沈暢之は守りきれずに入城を許し、沈暢之と仲間の数十人は斬られた。
其日、参軍の尹玄慶が起兵して休茂を攻撃した。休茂は中門を出ようとしたところで生け捕られ、斬首された。休茂の母と妻はともに自殺し、休茂の仲間はことごとく殺害された。官吏は休茂を皇族の籍から抜き、姓を留と改めるよう上奏したが、孝武帝は許可しなかった。休茂の遺体は襄陽に葬られた。

## 伝記資料
- 『宋書』巻79 列伝第39
- 『南史』巻14 列伝第4